# Букъл дю Муун
Букъл дю Муун (на френски: Boucle du Mouhoun) е регион на Буркина Фасо. Разположен е в западната ѝ част. Площта на региона е 34 162 квадратни километра, а населението е 1 976 217 души (по изчисления за юли 2018 г.). Столицата на Букъл дю Муун е град Дедугу – деветият по големина град в Буркина Фасо. Регионът е разделен на 6 провинции – Бале, Банва, Коси, Муун, Наяла, Суру. Всяка от провинциите е разделена на няколко департамента.